# Altella orientalis
Altella orientalis là một loài nhện trong họ Dictynidae.
Loài này thuộc chi Altella. Altella orientalis được miêu tả năm 1935 bởi Balogh.